# Áno Moúlia
Áno Moúlia, en grec moderne : Άνω Μούλια, est un village du dème de Gortyne, dans le district régional de Héraklion, de la Crète, en Grèce. Selon le recensement de 2011, la population d'Áno Moúlia compte 353 habitants.
Le village est situé à une distance de 33 km de Héraklion et à une altitude de 640 mètres.

## Histoire
La première référence à Moúlia est faite dans un document de 1248 : la localité s'appelle alors Casale Mulia. Le nom apparaît de nouveau dans un document des Archives Ducales de Chandakas, de 1379, avec son nom actuel (Mulia). En 1583, il est mentionné dans le recensement de Castrofilaca sous le nom Muglia Apano avec 119 habitants.